# Chaetostomella undosa
Chaetostomella undosa es una especie de insecto del género Chaetostomella de la familia Tephritidae del orden Diptera.
 Es una especie neártica, del oeste de Estados Unidos. Todas las otras especies del género se encuentran en el Paleártico.

## Historia
Coquillett la describió científicamente por primera vez en el año 1899.